# Jinete Fantasma
El Jinete Fantasma es el nombre de varios personajes de ficción, pistoleros heroicos del Viejo Oeste que aparecen en cómics estadounidenses publicados por Marvel Comics. El personaje originalmente se llamaba Ghost Rider, y se renombró después de la introducción del personaje de Marvel, llamado Ghost Rider.
Fue interpretado por Sam Elliott en Ghost Rider, como una amalgama de Slade y Cuidador.

## Historia de publicación

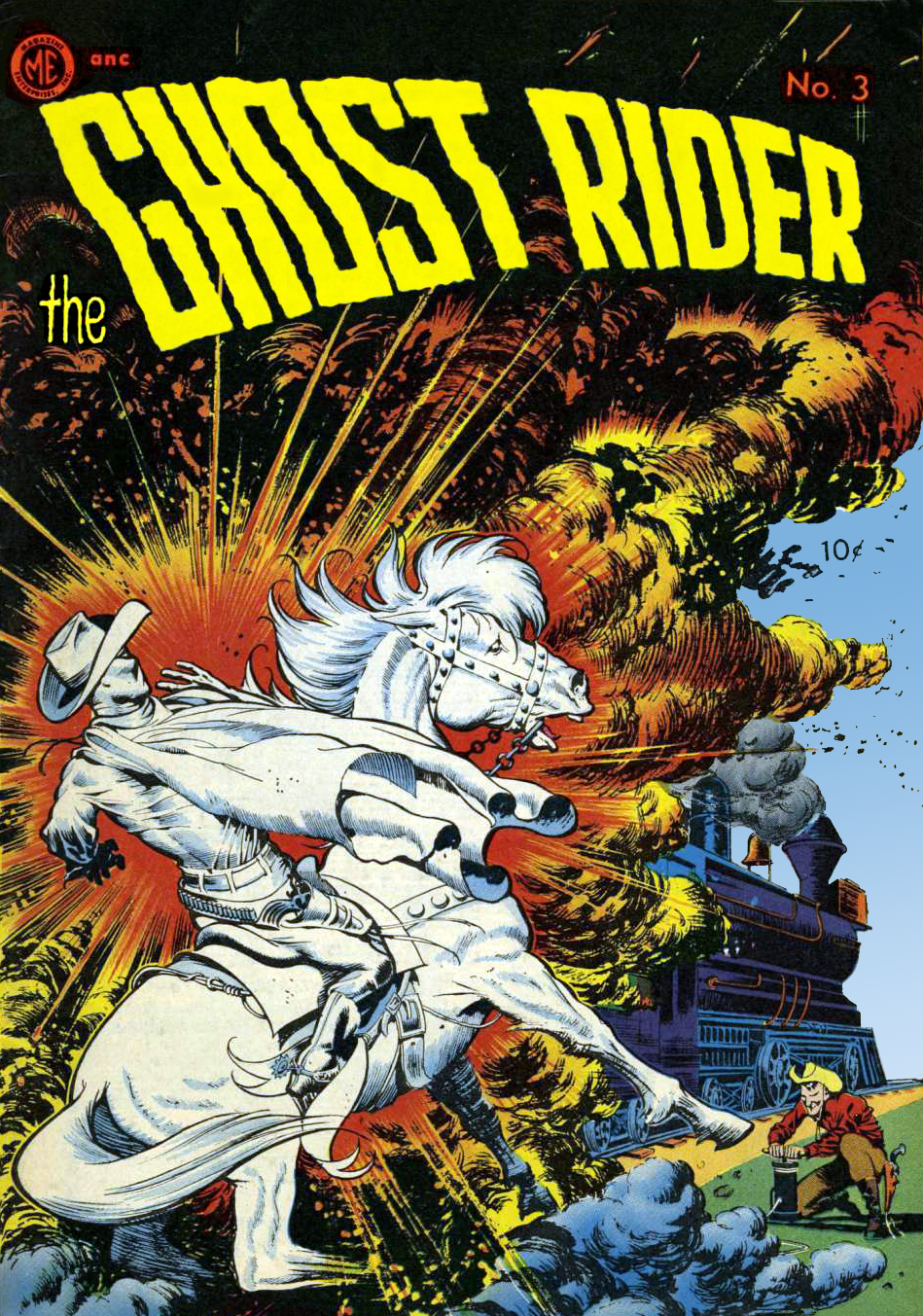
Ilustración de portada para el Ghost Rider número 3 de Frank Frazetta. Publicado por Magazine Enterprises, 1951.

El primer aspecto del Motorista Fantasma de Marvel estaba basado en el personaje de la Magazine Enterprises Motorista Fantasma (Rex Fury), creado por el escritor Ray Krank y el artista Dick Ayers para el editor Vincent Sullivan en Tim Holt #11 (1949).  El personaje apareció en las historias Western con temas de terror a través de la carrera de Tim Holt, Máscara Roja, y A-1 Comics hasta la institución del Comics Code.  Después de que la marca del nombre del personaje y el motivo caducaron, Marvel Comics estrenó su propia versión del personaje casi idéntica, libre de terror en Motorista Fantasma #1 (con fecha en Feb. de 1967), por los escritores Roy Thomas y Gary Friedrich y el artista del Motorista Fantasma original, Ayers. Después de que esta serie terminó con la edición #7 (Nov. 1967), el personaje llegó a aparecer en nuevas historias en el título general Western Gunfighters (serie de 1970) y en las nuevas historias de respaldo en el otro título reimpreso El Motorista Fantasma Original Anda De Nuevo. 
Con la introducción del Motorista Fantasma sobrenatural de Marvel en la década de 1970, Marvel renombró a su Motorista Fantasma Western - en primer lugar, al infortunado Jinete Nocturno (un término utilizado anteriormente en el sur de Estados Unidos para referirse a los miembros del Ku Klux Klan) en una serie de reimpresión de 1974-1975, y luego Jinete Fantasma.  Al menos cinco hombres han sido el Jinete Fantasma, uno de los cuales está activo en los tiempos modernos.
La biblioteca de personajes de la Magazine Enterprises, incluyendo su versión del Motorista Fantasma, fue reimpresa por AC Comics en la década de 1980. Mientras que los derechos de autor han caducado debido a la falta de renovación, AC rebautizaó al Motorista Fantasma como el Jinete Hechizado, debido a que Marvel había mantenido la marca registrada del Motorista Fantasma.

## Los Jinetes

### Carter Slade
Carter Slade, el primero en usar la máscara, debutó en Motorista Fantasma #1 (Feb. 1967). Se enfrentó al mal vestido con un traje blanco fosforescente, completo con una máscara de cara completa, capa y el sombrero blanco requerido. Slade recibió su atuendo y su caballo blanco de Estrella Llameante, un curandero nativo americano.
Él nunca fue llamado el Jinete Fantasma en estas apariciones originales. En la continuidad Marvel, no fue sino hasta después de la muerte de Slade que el nombre del Jinete Fantasma fue dado al personaje, y las reimpresiones de ahora retroactivamente usan ese nombre para Slade.
Con el tiempo, el Motorista Fantasma de la era moderna Johnny Blaze se vio transportado al siglo XIX, donde conoció y se unió a Carter Slade. Carter fue gravemente herido y Blaze lo llevó con Estrella Llameante para ser sanado y luego tratar con los enemigos de Carter. Carter se recuperó y Johnny volvió al presente.
El espíritu de Carter Slade sin embargo regresó y poseyó a su descendiente Hamilton Slade para convertirlo en un nuevo Jinete Fantasma y salió a rescatar a Johnny Blaze de una muerte segura.

### Jamie Jacobs
Después de la muerte de Slade en Western Gunfighters #7 (Ene. 1972), su compañero Jamie Jacobs se convirtió en el segundo Jinete Fantasma. Fue asesinado en breve en acción.

### Lincoln Slade
El hermano de Carter Slade y el mariscal de EE. UU., Lincoln Slade, se convirtió en el tercer Jinete Fantasma. Lincoln se volvió loco a causa de sus poderes. Cuando los Vengadores de la Costa Oeste fueron enviados a través del tiempo en una de sus aventuras, Lincoln se enamoró de uno de sus miembros, Pájaro Burlón. Lincoln secuestró a la Vengadora y huyó a un lugar secreto. Luego drogó a Pájaro Burlón y la hipnotizó para que sea su amante dócil; ya que él había eliminado efectivamente su capacidad de dar o negar su consentimiento, sus actividades sexuales con ella calificaron como violación. Una vez que los efectos de las drogas se disiparon, Pájaro Burlón, enfurecida, luchó y lo derrotó. En el curso de la batalla él fue arrojado por un precipicio. Mientras se aferraba a un acantilado, él primero le rogó a Pájaro Burlón que le ayude, entonces intentó reafirmar su autoridad hipnótica y le ordenó ayudarlo. Odiándole por haberla violado, Pájaro Burlón le permitió caer a su muerte. Años más tarde, el espíritu inquieto de Lincoln poseyó a su descendiente, Hamilton Slade, para buscar "venganza" contra Pájaro Burlón.

### Reno Jones
En la miniserie Blaze of Glory, el pistolero afroamericano Reno Jones usó la identidad del Motorista Fantasma brevemente en una batalla con los mercenarios afiliados al Klan llamados Jinetes Nocturnos. Jones había sido la mitad del equipo llamado los Gunhawks, junto con su antiguo amigo, Kid Cassidy, a quien Jones había creído muerto. Cassidy reveló estar vivo y ser el líder de los Jinetes Nocturnos; fue asesinado, y Jones se retiró.

### Hamilton Slade
En la actual continuidad, el descendiente lejano de Lincoln Slade, Hamilton Slade era un arqueólogo que descubrió la tumba de su legendario antepasado, en el número 56 de la serie del motociclista sobrenatural el Motorista Fantasma. Mientras exploraba el lugar, encontró una urna funeraria grande y de ella apareció el atuendo fantasmal de sus antepasados Carter y Lincoln Slade. Poseído por los espíritus de sus antepasados, se convirtió en la nueva versión del Jinete Fantasma, y se fue a rescatar a Johnny Blaze el actual Motorista Fantasma de uno de sus enemigos. Sin embargo, él no tendría ningún recuerdo de sus aventuras como el jinete y, finalmente el fantasma de Lincoln dominaría con más frecuencia y perseguiría a Pájaro Burlón por matarlo. Un exorcismo libera los espíritus de Carter y Lincoln del cuerpo de Hamilton y Lincoln fue derrotado y desterrado, mientras que Hamilton acordó dejar que Carter lo posea, sólo que ahora Hamilton tenía el control y conserva la memoria de sus aventuras como el Jinete. Hamilton intentó un exorcismo similar para salvar a su hija Jaime del espíritu de Lincoln Slade que regresó. Fue asesinado por Fuego Cruzado mientras el exorcismo se completaba.

### J.T. Slade
Nick Furia recluta al nieto de Carter Slade, James Taylor James (también conocido como J.T. Slade), presentado en Los Poderosos Vengadores #13, para ser parte del equipo de Furia contra la "Invasión Secreta" de los alienígenas cambiantes Skrulls. Él tiene reflejos sobrehumanos y la capacidad de provocar una cadena se envuelva en llamas y causar un daño masivo. El pase de lista del personaje al comienzo de Secret Invasion #4 (Sept. 2008) se refiere a J.T. como "Fuego Infernal". Fuego Infernal pasa a hacer numerosas apariciones en la serie en curso, Guerreros Secretos. En Guerreros Secretos #16, él se revela como un doble agente de Hydra. Nick Furia le permite a Fuego Infernal caer a su muerte como resultado de las relaciones dobles del personaje.

### Jaime Slade
En la serie de 2010 Hawkeye & Mockingbird, se revela que Hamilton Slade tenía una hija llamada Jaime Slade. Mientras ella estaba examinando una urna perteneciente a la finca de la familia Slade, el espíritu de Lincoln Slade la poseyó, transfomando a Jaime en el nuevo Jinete Fantasma. Afirmando ser tanto "el espíritu y el heredero", el Jinete Fantasma se unió a Fuego Cruzado para combatir a los héroes Ojo de Halcón y Pájaro Burlón. El padre de Jaime, Hamilton Slade, intentó un exorcismo que libraría a su hija del espíritu que la posee. Hamilton tuvo éxito, pero fue asesinado por Fuego Cruzado como el exorcismo se había completado. Jaime recuperó sus sentidos para ver a Pájaro Burlón de pie sobre el cadáver de su padre y creyó que la Vengadora era la responsable. A pesar de expulsar el espíritu de Lincoln de su cuerpo, Jaime se transformó de nuevo en el Jinete Fantasma y atacó a Pájaro Burlón. Ella fue derrotada y puesto bajo custodia.

## En otros medios

### Televisión
- Una variación del Jinete Fantasma aparece en  Ultimate Spider-Man vs. Los 6 Siniestros. Aparece en el episodio "Regreso al Univers-Araña" Pt. 2. La identidad de esta versión es la versión de la realidad del Lejano Oeste de Ben Parker (con la voz de Clancy Brown[16]), quien es el sheriff y el Doc Ock Holliday le ha lavado el cerebro para servirle. Mientras que Doc Ock Holliday se hizo cargo de la ciudad como el nuevo Sheriff y en sus batallas contra Webslinger el vaquero araña, que ayudó a repeler a Wolf Spider y más tarde ayudó a luchar contra Spider-Man y Chico Arácnido donde no se vio afectado por el ataque de Chico Arácnido. Después de que Spider-Man y Chico Arácnido ayudan a Webslinger para derrotar a Doc Ock Holliday, Ben se liberó del lavado de cerebro.

### Películas
- El actor Sam Elliott interpreta a Carter Slade (acreditado como el Cuidador) en la película de 2007 Ghost Rider. Siendo el predecesor de Johnny Blaze como el Ghost Rider, se negó a entregar un contrato de almas infiernos a Mefistófeles hace 150 años y, como resultado, fue maldecido con la inmortalidad. En la época moderna, Slade espera la llegada del próximo Ghost Rider para que pueda liberarse de su maldición. La versión de la película del Jinete Fantasma es un esqueleto en un plumero y sombrero vaquero montando un caballo esquelético ardiente.

### Videojuegos
- El videojuego Marvel: Ultimate Alliance tiene un traje del Jinete Fantasma (llamado "Western") como uno de los trajes alternativos del personaje Motorista Fantasma. Al estar usando este traje alternativo, el Motorista Fantasma conserva su conjunto de movimientos original, pero cuando se combina con otros personajes semejantes en determinados trajes alternativos (por ejemplo, Iron Man usando el traje de Máquina de Guerra), el equipo se llama "Identidades Alternativas".
- Carter Slade aparece en el videojuego 2007 Ghost Rider. Sin embargo, Carter no asumió su forma de Jinete Fantasma y en su lugar usa su propia motocicleta. En la historia del juego, contrata a Blade para ayudar a Johnny Blaze en una misión, informando que Blackout ha unido fuerzas con el Deathwatch y los demonios para robar material militar. En la versión de PSP, él también es uno de los corredores jugables.
- El jinete fantasma es un personaje jugable en LEGO marvel super héroes 2 aparese en el viejo oeste y hay que ganarle en una carrera para desbloquearlo ya que quiere probar que es el más rápido del multiverso